# Eliteserien w szachach
Eliteserien – drużynowa liga szachowa, organizowana w Norwegii od 2006 roku.

## Historia
Liga została powołana w 2006 roku i przyjęła nazwę Telioserien, od sponsora – firmy telekomunikacyjnej Telio. Wcześniej mistrz Norwegii był wyłaniany w finale, do którego kwalifikowali się zwycięzcy regionalnych kwalifikacji. Pierwszym mistrzem został Oslo SS. W sezonie 2007/2008 mistrzostwa odbywały się pod nazwą Ishavsserien. Od 2008 roku liga była rozgrywana pod nazwą Eliteserien. W sezonie 2014/2015 oficjalną nazwa ligi było Codanserien, i uczestniczyło w niej wówczas dwanaście zespołów, z czego spadały cztery. Sezon później sponsorem ligi został Scandic, toteż przyjęła ona nazwę Scandic-serien, następnie powrócono do nazwy Codanserien. Od 2017 roku rozgrywki ponownie odbywają się jako Eliteserien.

## Format rozgrywek
W lidze uczestniczy dziesięć zespołów. Każdy z nich wystawia w drużynie sześcioro zawodników.

## Medaliści
| Sezon     | 1. miejsce    | 2. miejsce      | 3. miejsce      | Źródło |
| --------- | ------------- | --------------- | --------------- | ------ |
| 2006/2007 | Oslo SS       | Bergens SK      | Moss SK         | [ 2 ]  |
| 2007/2008 | Oslo SS       | SK1911          | Oslo Vest       | [ 10 ] |
| 2008/2009 | Moss SK       | Oslo SS         | Porsgrunn SK    | [ 11 ] |
| 2009/2010 | Oslo SS       | Moss SK         | Porsgrunn SK    | [ 12 ] |
| 2010/2011 | Oslo SS       | Porsgrunn SK    | SK1911          | [ 13 ] |
| 2011/2012 | Oslo SS       | Kristiansund SK | SOSS            | [ 14 ] |
| 2012/2013 | Oslo SS       | SK1911          | Kristiansund SK | [ 15 ] |
| 2013/2014 | Oslo SS       | Vålerenga SK    | Asker SK        | [ 16 ] |
| 2014/2015 | Oslo SS       | Vålerenga SK    | Asker SK        | [ 17 ] |
| 2015/2016 | Vålerenga SK  | SK1911          | Oslo SS         | [ 18 ] |
| 2016/2017 | Vålerenga SK  | SK1911          | Oslo SS         | [ 19 ] |
| 2017/2018 | Vålerenga SK  | Nordstrand SK   | SK1911          | [ 20 ] |
| 2018/2019 | Vålerenga SK  | Nordstrand SK   | SK1911          | [ 21 ] |
| 2019/2020 | SK1911        | Nordstrand SK   | Vålerenga SK    | [ 22 ] |
| 2021/2022 | Vålerenga SK  | Offerspill SK   | Nordstrand SK   | [ 23 ] |
| 2022/2023 | Offerspill SK | Vålerenga SK    | Oslo SS         | [ 24 ] |
| 2023/2024 | Offerspill SK | Oslo SS         | Vålerenga SK    | [ 25 ] |
| 2024/2025 | Vålerenga SK  | Oslo SS         | Offerspill SK   | [ 26 ] |